# بروينو
بروينو هي كومونا في مدينة تورينو الحضرية في المنطقة الإيطالية بيدمونت ، وتقع على بعد حوالي 20 كيلومتر جنوب غرب تورينو .

## روابط خارجية
- الموقع الرسمي